# Línguas da África do Sul
A África do Sul tem 12 línguas oficiais. A África do Sul também reconhece oito línguas não oficiais como "línguas nacionais". Das línguas oficiais, duas são línguas indo-europeias — inglês e africâner — enquanto as outras nove são línguas da família bantu e a língua de sinais.
São doze línguas oficiais, fora os dialetos locais. A diversidade marca a divisão dos idiomas na África do Sul e evidencia a mistura étnica do país-sede da Copa do Mundo de 2010. Nas línguas maternas, o zulu aparece em primeiro lugar, seguido pelo xossa e pelo africâner. Em cada região, contudo, a concentração varia. O zulu, por exemplo, é o principal idioma da costa leste, enquanto o africâner domina o lado oeste.
O inglês, por sua vez, é um idioma bastante influente na África do Sul. Se a língua materna não tem tanta representatividade como o pikulu, por exemplo, por outro lado é o principal meio de comunicação entre estrangeiros e locais. Também é uma prova da grande influência britânica sobre sua população.
A distribuição dos idiomas também expõe outro resquício da colonização europeia. O africâner se assemelha muito ao holandês, mesclando ainda características de português, alemão e francês. No dia a dia, a maioria dos sul-africanos age de forma parecida no uso de cada língua. O inglês, tornou-se uma língua franca, baste usada com turistas, mas interagem com os conterrâneos nos idiomas locais mais característicos, perguntando antes qual língua o interlocutor domina.

## Comparação entre o censo de 2001 e o de 2022

Mapa mostrando as principais línguas sul-africanas.

Em 2001 as línguas mais faladas eram o zulu, que passou de 23,8% para 24,4%, seguido de xossa que caiu de 17,6% para 16,6% e africâner que saiu de 13,3% para 10,6% em 2022. O inglês era a língua materna de 8,6% em 1996, depois 8,1% em 2001 e 8,7% em 2022.
| africâner inglês andebele meridional xossa zulu soto do norte |  | soto do sul tsuana suázi venda tsonga |

## Língua portuguesa
O português, apesar de não ser uma das 12 línguas oficiais da África do Sul, goza do estatuto de língua protegida, uma vez que é significativa a proporção da população falante de língua portuguesa, devido à proximidade de Moçambique (e, em menor escala, de Angola) e pela dimensão da comunidade portuguesa e luso-descendente.
A África do Sul tem mais de um milhão de falantes de português, principalmente colonos da Madeira e brancos angolanos e moçambicanos que emigraram a partir de 1975, na sequência da independência das ex-colônias portuguesas e agora por imigrantes mais recentes vindos novamente desses países. Depois do inglês e do africâner, o português surge como a primeira língua estrangeira do país, e é a língua não oficial da África do Sul que apresenta o crescimento do seu número de falante mais rápido do país.